# Murr, Ludwigsburg
Murr är en kommun och ort i Landkreis Ludwigsburg i regionen Stuttgart i Regierungsbezirk Stuttgart i förbundslandet Baden-Württemberg i Tyskland.
Kommunen ingår i kommunalförbundet Steinheim-Murr tillsammans med staden Steinheim an der Murr.